# Сімачов Микола Миколайович
Микола Миколайович Сімачов (нар. 22 травня 1974, Білгород-Дністровський, Одеська область, УРСР) — російський футболіст українського походження, захисник та півзахисник.

## Життєпис
Народився 22 травня 1974 року у місті Білгород-Дністровський Одеської області Української РСР. Вихованець калузького футболу.
Виступав у вищих лігах чемпіонатів Білорусі та Бангладеш. Завершив професіональну кар'єру гравця у 2005 році. З того часу продовжує виступати за команди аматорів та ветеранів футболу. З 2013 року — директор КДЮСШ «Чайка», розташованої у місті Юбілейний
У 2015 році очолив ФК «Калугаприлад», який виступає у першості Калузької області та міста Калуга з футболу та міні-футболу.

## Досягнення

### Як гравця
- Ліга Дакки
  -  Бронзовий призер (1): 2004[2][3]

- Третій дивізіон Росії
  -  Чемпіон (2): 1997, 1999

### Як тренера
- Чемпіонат Калуги
  -  Чемпіон (1): 2015

- Кубок Калуги
  -  Володар (1): 2015

- Кубок Калузької області
  -  Володар (1): 2016